# Imnos is tin Elevtherían
L'Imnos is tin Elevtherían (en grec modern: Ύμνος εις την Ελευθερίαν, katharévussa: Ὕμνος εἰς τὴν Ελευθερίαν, "Himne a la Llibertat") és l'himne nacional de Grècia des del 1865 i de Xipre des del 1966.

## Història
El poeta grec Dioníssios Solomós va escriure el poema el mes de maig de 1823 mentre es trobava a l'illa de Zacint, i es va imprimir un any després a Mesolongi. Barreja elements del romanticisme i del neoclassicisme. Es compon d'estrofes tetràstiques, en què s'alternen versos octosíl·labs i heptasíl·labs. El músic corfiota Nikólaos Màntzaros li va compondre el 1828 una melodia basada en ritmes populars i pensada per a un cor a quatre veus. Des d'aleshores es va tocar habitualment en festes nacionals, així com a les cases dels burgesos de Corfú, i arribà a considerar-se com a himne oficiós de l'Heptanès. Màntzaros va modificar la melodia originària en diverses ocasions, la 2a el 1837, la 3a entre 1839 i 1840, i la 4a el desembre de 1844, per a presentar-la al rei Otó I de Grècia.
Després del reconeixement oficial de Màntzaros, que va rebre la Creu de Plata de l'Orde del Salvador (juny de 1845) i de Solomós, que va rebre la Creu d'Or de la mateixa ordre el 1849, l'obra adquirí la consideració de peà, però no va adoptar-se oficialment durant el regnat d'Otó. El 1861, Màntzaros reformà l'obra, adaptant-la al ritme de les marxes militars a petició del ministre de Defensa.
Quan el rei Jordi I va visitar Corfú el 1865, va escoltar la versió per a orquestra de vent i li cridà tant l'atenció que, per reial decret, va decidir que fos tocada en tots els vaixells de l'armada grega, així com en vaixells estrangers durant recepcions oficials. És des d'aleshores es considera l'himne oficial de Grècia.
El poema Himne a la llibertat es compon de 158 estrofes tetràstiques. Les 24 primeres s'oficialitzaren com a himne nacional el 1865, però només les dues primeres es toquen sempre.

## Lletra
| Grec politònic (1823-1976) Σὲ γνωρίζω ἀπὸ τὴν κόψι τοῦ σπαθιοῦ τὴν τρομερή, σὲ γνωρίζω ἀπὸ τὴν ὄψι, ποῦ μὲ βία μετράει τὴν γῆ. Ἀπ’ τὰ κόκκαλα βγαλμένη τῶν Ἑλλήνων τὰ ἱερά, καὶ σὰν πρῶτα ἀνδρειωμένη, χαῖρε, ὢ χαῖρε, Ἐλευθεριά! | Grec monotònic (1976-present) Σε γνωρίζω από την κόψη του σπαθιού την τρομερή, σε γνωρίζω από την όψη, πού με βία μετράει τη γη. Απ' τα κόκκαλα βγαλμένη των Ελλήνων τα ιερά, και σαν πρώτα ανδρειωμένη, χαίρε ω, χαίρε Eλευθεριά! | Transcripció (1823-present) Se ğnorízo apó tin kópsi tu spathiú tin tromerí, se ğnorizo apò tin ópsi, pu me vía metrái ti gi. Ap' ta kókkala vgalméni ton Elínon ta ierá. ke san próta andrioméni, hére o hére eleftheriá. | Traducció literal Et conec pel tall tan temible de l'espasa, et conec per l'esguard que fulminant mesura la terra. Eixida dels ossos sagrats dels grecs, i poderosa com antany, salve, salve llibertat. |